# (5199) Dortmund
(5199) Dortmund est un astéroïde de la ceinture principale.

## Description
(5199) Dortmund est un astéroïde de la ceinture principale. Il fut découvert le 7 septembre 1981 à Naoutchnyï par Lioudmila Karatchkina. Il présente une orbite caractérisée par un demi-grand axe de 2,62 UA, une excentricité de 0,18 et une inclinaison de 12,3° par rapport à l'écliptique.

## Nom
Cet astéroïde a été nommé en l'honneur de Dortmund, capitale de la Rhénanie-du-Nord-Westphalie et jumelée à la ville de Rostov-sur-le-Don. Fondée il y a plus de 1100 ans, Dortmund est aujourd'hui l'un des plus grands centres industriels, financiers et culturels d'Allemagne.

## Compléments